# Kemin
Kemin (kirg. Кемин) – miasto w północnym Kirgistanie, w obwodzie czujskim, ośrodek administracyjny rejonu Kemin. W 2009 roku liczyło 8,1 tys. mieszkańców.